# Гьоре Наумов
Гьоре Наумов е български и югославски строител от XX век.

## Биография
Гьоре Наумов е роден в 1912 година в западномакедонското дебърско мияшко село Битуше, тогава в Османската империя, в големия род на строители Наумови. Син е на Наум Костов, виден майстор строител. Самият Гьоре също става строител и продължава семейната традиция, като също така става и майстор на фасади. Става известен майстор зидар в района и е много търсен. Работи в тайфата на баща си заедно с брат си Рафе (1904 - ?). Гьоре Наумов строи из различни краища, включително Пловдив, Сяр, Драма, Кавала, Драч, Косовска Митровица, Косово и в Черна гора. Имал два сина, Боро и Стойче (1948), като Стойче продължава строителната семейна традиция и се дипломира като инженер архитект.
Гьоре Наумов умира в 1998 година.